# Pteris boninensis
Pteris boninensis är en kantbräkenväxtart som beskrevs av Hideaki Ohba. Pteris boninensis ingår i släktet Pteris och familjen Pteridaceae. Inga underarter finns listade.